# 抗標的
薬理学では、抗標的 (こうひょうてき、英語: antitarget、アンチターゲット) またはオフターゲット (英語: off-target) は、薬物の影響を受けたときに望ましくない副作用を引き起こす受容体、酵素、またはその他の生物学的標的のことである。医薬品の設計および開発において、製薬会社にとって重要なことは、新薬がさまざまな抗標的で有意な活性を示さないようにすることであり、そのほとんどは偶然に発見されたものである。 
最もよく知られている最も重要な抗標的としては、hERGチャネルと5-HT2B受容体があり、これらはいずれも心機能に長期的な問題を引き起こし、少数ではあるが予測不可能な割合の使用者においては、それぞれ致死的な心機能障害 (QT延長症候群と心筋線維症) を引き起こす可能性がある。これらの標的はいずれも、特定の医薬品の販売中に高レベルの特徴的な副作用の結果として発見された。有意なhERG活性を持つ、いくつかの古い医薬品は今でも慎重に使用されているが、強力な5-HT2Bアゴニストであることが判明したほとんどの医薬品は市場から撤退した。初期スクリーニングでこれらの標的に対する高い親和性が示された場合には、新規化合物の開発はほとんどの場合は中止される。 
5-HT2A受容体のアゴニストは、5-HT2A受容体アゴニストが関連する幻覚作用のため、アンチターゲットとなる。David E. Nicholsによると、「製薬業界で働いている多くの同僚との長年にわたる議論から、スクリーニング時に、潜在的な新薬がセロトニン5-HT2Aアゴニスト活性を有することが判明した場合、ほぼ常に、その分子のさらなる開発が終了することを示唆している」とのことである。しかし、いくつかの例外もある。例えば、5-HT2A受容体を活性化し、高用量でサイケデリック効果を引き起こす可能性のあるエファビレンツ(efavirenz)やロルカセリン(lorcaserin)などである。 